# 丝萼龙胆
丝萼龙胆（学名：Gentiana filisepala）为龙胆科龙胆属的植物，为中国的特有植物。分布在中国大陆的四川等地，生长于海拔3,000米至3,300米的地区，一般生于山坡和路旁，目前尚未由人工引种栽培。